# Kim Unszuk (forgatókönyvíró)
Kim Unszuk (hangul: 김은숙, 1973–) népszerű és elismert dél-koreai forgatókönyvíró, munkái rendszeresen igen nagy nézettségűek és pozitív kritikákat kapnak. Olyan sorozatokkal vált híressé, mint a Lovers in Paris, a Secret Garden vagy az A Gentleman's Dignity. 2012-ben az SBS csatorna, ahol eddigi sorozatai műsorra kerültek, életműdíjjal jutalmazta.

## Pályafutása
2004-ben hívta fel magára a figyelmet, amikor Lovers in Paris című sorozatát igen magas átlagnézettséggel vetítették, a legnézettebb epizód 57,6%-kal zárt, ami 2010-zel bezárólag minden idők 11. legnagyobb televíziós nézettsége Dél-Koreában sorozatok tekintetében. 2009-ben fülöp-szigeteki remake, 2012-ben musical is készült belőle.
Következő alkotása, a Lovers in Prague az előző sorozat teljes fordítottja: egy gazdag diplomata nő és egy rendőrtiszt kapcsolatát mutatja be. Kim úgy nyilatkozott, szándékosan tette a főszereplőnőt a koreai elnök lányává: „Sokfajta románc létezik a világban. Annyit akarok bemutatni, amennyit csak lehet, és ezúttal a románc főszerepére olyan nőt választottam, akinek a társadalmi státusa magasabb a partnerénél.”
Kim a mozi műfajában is kipróbálta magát a Fly High című alkotással, azonban a film bevétel és kritikai fogadtatás szempontjából is bukás volt. Ezt követően Lovers című sorozatával tért vissza a televíziózáshoz, mely egy orvosnő és egy gengszter különleges kapcsolata körül forgott.
2008-as On Air című sorozata a televíziózás kulisszatitkait tárta fel, a történet ugyanis egy fiktív sorozat forgatásáról szól, ahol Kim alteregóját, a forgítókönyvírót Szong Juna (송윤아) személyesítette meg. Kim a sajtótájékoztatón elmondta, hogy szerette volna bemutatni a sorozatkészítés világát, némiképp eltúlozva és drámaibbá téve, mint amilyen valójában.
2009-es City Hall című sorozatában a polgármesteri hivatal és a politika mellett a humor játszotta a főszerepet, az írónő úgy vélte, ez az eddigi leghumorosabb alkotása. A forgatókönyvet úgy alakította ki, hogy a főszereplők szabadon improvizálhassanak.
A Secret Garden című munkája a 2010–2011-es évad egyik legsikeresebb sorozata lett, a benne elhangzott egyes mondatok szállóigévé váltak, például a főszereplő áruház-igazgató „Kil Raim, mikor lett maga ilyen szép? Tavaly?” mondata, ami a felüléses jelenetben hangzik el, vagy a férfi által gyakorta hangoztatott, „Ennyi telik magától? Biztos benne?”. A Hjon Bin alakította főhős által viselt csillogó, giccses tréningruhák divatot teremtettek. A sorozatot mintegy 3,5 millió dollár értékben adták el 13 országnak.
2012-ben mutatták be az A Gentleman's Dignity című sorozatát, mely négy középkorú férfi életét mutatja be, humoros módon. A sorozatra előszeretettel utalnak a Szex és New York „40-es férfi változataként”. Az év második legnézettebb sorozata volt Koreában.
Az írónő a 2013-ban bemutatott The Inheritors című, gazdag középiskolásokról szóló sorozatot kifejezetten I Minho színészre szabta.

## Megítélése
Kim Unszuk kifejezetten ismert pattogó, gyors, elmés párbeszédeiről, és arról, hogy emlékezetes, szállóigévé váló mondatokat ad a szereplői szájába. Ugyancsak köztudott róla, hogy gyakran utal a szereplőkön keresztül kedvenc könyveire, íróira és színészeire. Úgy tartják róla, hogy a legjobbat képes kihozni a férfi főszereplőiből.
A média a „zseniális” jelzővel látta el, az Examiner kritikája szerint pedig „meglehet, hogy Korea legtehetségesebb forgatókönyvírója, globális elismertségre érdemes tehetség”.

## Filmográfia

### Televíziós sorozatok
- A király: Örök uralkodó (SBS/Netflix, 2020)
- Mr. Sunshine (tvN, 2018)
- Guardian: The Lonely and Great God (tvN, 2016)
- Thejangi huje (KBS, 2016)
- The Inheritors (SBS, 2013)
- A Gentleman's Dignity (SBS, 2012)
- Secret Garden (SBS, 2010-2011)
- City Hall (SBS, 2009)
- On Air (SBS, 2008)
- Lovers (SBS, 2006-2007)
- Lovers in Prague (SBS, 2005)
- Lovers in Paris (SBS, 2004)
- South of the Sun (SBS, 2003)

### Filmek
- Fly High (2006)

## Díjai és kitüntetései
- 2017 Paeksang Arts Awards: televíziós nagydíj (Guardian: The Lonely and Great God)[21]
- 2012 SBS Drama Awards: életműdíj[2]
- 2011 Korea Drama Awards: legjobb író (Secret Garden)[22]
- 2011 6th Seoul International Drama Awards: Kiemelkedő koreai forgatókönyvíró (Secret Garden)[23]
- 2011 Pekszang Díjkiosztó: legjobb televíziós forgatókönyv (Secret Garden)[24]
- 2005 Pekszang Díjkiosztó: legjobb televíziós forgatókönyv (Lovers in Paris)[25]